# Ханнум, Алекс
Александер Мюррей «Алекс» Ханнум (англ. Alexander Murray "Alex" Hannum; 19 июля 1923, Лос-Анджелес, штат Калифорния — 18 января 2002, Коронадо, округ Сан-Диего, штат Калифорния) — американский профессиональный баскетболист и тренер, выступавший в Национальной баскетбольной лиге и Национальной баскетбольной ассоциации. Играл на позиции тяжёлого форварда. Член Зала славы баскетбола с 1998 года.

## Карьера игрока
Играл на позиции тяжёлого форварда. Учился в Университете Южной Калифорнии, три года (с 1943 по 1945) отслужил в армии медиком и стал сержантом, в 1948 году был выбран на драфте НБА под 38-м номером командой «Индианаполис Джетс», выступавшей в баскетбольной ассоциации Америки, но не провёл за этот клуб ни одного матча. Позже выступал за команды «Ошкош Олл-Старз» (НБЛ), «Сиракьюс Нэшнлз», «Балтимор Буллетс», «Рочестер Роялз», «Милуоки/Сент-Луис Хокс» и «Форт-Уэйн Пистонс». Всего в НБА провёл 12 сезонов. Всего за карьеру в НБА сыграл 516 игр, в которых набрал 3078 очков (в среднем 6,0 за игру), сделал 2013 подборов и 857 передач.
Ханнум — один из трех игроков НБА, получивших более шести персональных фолов в одной игре (другие — Дон Оттен и Кэл Боудлер). 26 декабря 1950 года Ханнум получил семь персональных фолов в игре против «Бостон Селтикс».

## Карьера тренера
После завершения профессиональной карьеры Ханнум тренировал команды «Сент-Луис Хокс», «Уичито Виккерс» (AAU), «Сиракьюс Нэшнлз / Филадельфия-76», «Сан-Франциско Уорриорз», «Окленд Окс» (АБА), «Сан-Диего Рокетс» и «Денвер Рокетс» (АБА).
Сезон 1956/1957 годов Ханнум начинал в качестве игрока команды «Сент-Луис Хокс», а заканчивал уже в качестве играющего тренера, проведя на этом посту 31 игру и дойдя до финала. В следующем сезоне он окончательно перешёл на тренерскую деятельность, по итогам которого привёл «Хокс» к званию чемпионов НБА, а спустя девять лет, в сезоне 1966/1967 годов, Алекс повторил своё достижение уже с «Севенти Сиксерс». Таким образом он стал первым из трёх главных тренеров в истории НБА, которые выигрывали чемпионат с двумя разными командами (позже его успех повторили Фил Джексон и Пэт Райли).
В 1964 году Ханнум, тренируя уже «Уорриорз», по окончании сезона, по итогам которого его команда дошла до финала НБА, где проиграла «Бостон Селтикс» Билла Расселла, был признан тренером года НБА.
Через пять лет, в сезоне 1968/1969 годов, руководя уже клубом АБА «Окленд Окс», выиграл вместе со своей новой командой звание уже чемпионов АБА, став первым из двух главных тренеров в истории, побеждавших в обоих чемпионатах — НБА и АБА (спустя три года его успех повторил Билл Шерман, но он добился этого быстрее, всего за два года). По итогам этого года он был признан тренером года АБА, к тому же, также вместе с Шерманом, они становились победителями в этой номинации в обеих лигах.
В 1971—1974 годах тренировал другую команду АБА «Денвер Рокетс», два раза выводя её в плей-офф, но оба раза «Рокетс» уступал в первом раунде клубу «Индиана Пэйсерс». В 1974 году его команда, из-за одинаковых показателей по итогам регулярного сезона, за право выхода в плей-офф вынуждена была играть стыковые матчи с «Сан-Диего Конкистадорз», по итогам которых соперник оказался сильнее, после чего главного тренера уволили.
Два раза назначался на должность главного тренера матча всех звёзд НБА в команду Запада (1958, 1965), а также один раз — в команду Востока (1968).
В 1998 году Ханнум был включён в Зал славы баскетбола как тренер. После ухода из спорта он занимался строительным бизнесом.

## Смерть
Алекс Ханнум умер 18 января 2002 года в городе Калифорния (округ Сан-Диего, штат Калифорния) на 79-м году жизни от сердечной недостаточности.

## Статистика

### Статистика в НБА
| Сезон                                                                                    | Команда        | Регулярный сезон | Регулярный сезон | Регулярный сезон | Регулярный сезон | Регулярный сезон | Регулярный сезон | Регулярный сезон | Регулярный сезон | Регулярный сезон | Регулярный сезон | Регулярный сезон | Серия плей-офф | Серия плей-офф | Серия плей-офф | Серия плей-офф | Серия плей-офф | Серия плей-офф | Серия плей-офф | Серия плей-офф | Серия плей-офф | Серия плей-офф | Серия плей-офф |
| Сезон                                                                                    | Команда        | GP               | GS               | MPG              | FG%              | 3P%              | FT%              | RPG              | APG              | SPG              | BPG              | PPG              | GP             | GS             | MPG            | FG%            | 3P%            | FT%            | RPG            | APG            | SPG            | BPG            | PPG            |
| ---------------------------------------------------------------------------------------- | -------------- | ---------------- | ---------------- | ---------------- | ---------------- | ---------------- | ---------------- | ---------------- | ---------------- | ---------------- | ---------------- | ---------------- | -------------- | -------------- | -------------- | -------------- | -------------- | -------------- | -------------- | -------------- | -------------- | -------------- | -------------- |
| 1949/50                                                                                  | Сиракьюс       | 64               |                  |                  | 36,3             |                  | 68,8             |                  | 2,0              |                  |                  | 7,5              | 11             |                |                | 44,2           |                | 50,0           |                | 0,9            |                |                | 8,5            |
| 1950/51                                                                                  | Сиракьюс       | 63               |                  |                  | 36,8             |                  | 54,3             | 4,8              | 1,9              |                  |                  | 7,5              | 7              |                |                | 43,6           |                | 80,0           | 6,7            | 2,4            |                |                | 6,0            |
| 1951/52                                                                                  | Балтимор       | 66               |                  | 22,8             | 36,8             |                  | 71,0             | 5,1              | 2,0              |                  |                  | 6,6              | Не участвовал  | Не участвовал  | Не участвовал  | Не участвовал  | Не участвовал  | Не участвовал  | Не участвовал  | Не участвовал  | Не участвовал  | Не участвовал  | Не участвовал  |
| 1952/53                                                                                  | Рочестер       | 68               |                  | 18,9             | 35,8             |                  | 66,2             | 4,1              | 1,2              |                  |                  | 5,1              | 3              |                | 17,3           | 40,0           |                | 37,5           | 1,3            | 0,7            |                |                | 3,7            |
| 1953/54                                                                                  | Рочестер       | 72               |                  | 23,7             | 34,8             |                  | 62,2             | 4,9              | 1,5              |                  |                  | 6,3              | 6              |                | 17,8           | 41,4           |                | 62,5           | 3,7            | 0,8            |                |                | 6,5            |
| 1954/55                                                                                  | Милуоки Хокс   | 53               |                  | 20,5             | 35,2             |                  | 57,0             | 4,6              | 2,0              |                  |                  | 5,9              | Не участвовал  | Не участвовал  | Не участвовал  | Не участвовал  | Не участвовал  | Не участвовал  | Не участвовал  | Не участвовал  | Не участвовал  | Не участвовал  | Не участвовал  |
| 1955/56                                                                                  | Сент-Луис Хокс | 71               |                  | 20,8             | 32,2             |                  | 60,4             | 4,8              | 2,2              |                  |                  | 5,4              | 8              |                | 19,9           | 31,8           |                | 54,3           | 3,6            | 1,3            |                |                | 7,6            |
| 1956/57                                                                                  | Сент-Луис Хокс | 59               |                  | 10,9             | 34,5             |                  | 66,1             | 2,7              | 0,5              |                  |                  | 3,2              | 2              |                | 3,0            | 0,0            |                | -              | 0,0            | 0,0            |                |                | 0,0            |
|                                                                                          | Всего          | 516              |                  | 19,8             | 35,4             |                  | 62,9             | 4,5              | 1,7              |                  |                  | 6,0              | 43             |                | 18,8           | 39,4           |                | 56,5           | 4,0            | 1,2            |                |                | 6,7            |
| Наведите курсор мыши на аббревиатуры в заголовке таблицы, чтобы прочесть их расшифровку. |                |                  |                  |                  |                  |                  |                  |                  |                  |                  |                  |                  |                |                |                |                |                |                |                |                |                |                |                |